# Hohentengen am Hochrhein
Hohentengen am Hochrhein – miejscowość i gmina w Niemczech, w kraju związkowym Badenia-Wirtembergia, w rejencji Fryburg, w regionie Hochrhein-Bodensee, w powiecie Waldshut, wchodzi w skład związku gmin Küssaberg. Leży nad Renem, przy granicy ze Szwajcarią, ok. 15 km na południowy wschód od Waldshut-Tiengen, ok. 25 km na północny zachód od Zurychu.